# Simulium pertinax
Simulium pertinax är en tvåvingeart som beskrevs av Vincenz Kollar 1832. Simulium pertinax ingår i släktet Simulium och familjen knott. Inga underarter finns listade i Catalogue of Life.